# Стромболи
Стромболи је италијанско острво вулканског порекла у Тиренском мору. Оно је најсеверније од седам такозваних Липарских острва смештених североисточно од обале Сицилије. У групу Липарских острва, поред Стромболија, спадају још Филикуди, Аликуди, Салина, Липари, Панарија и Вулкано. Стромболи је настао вулканском активношћу и уздиже се 926 m изнад мора. На њему се налази један од четири активна вулкана на територији Италије. Лава из кратера истиче мирно и непрекидно у околно море, а острво, односно вулкан карактеристични су по овој ерупцији која траје дуже од 2.000 година. Снажне ерупције се јако ретко јављају. Привреда на острву првенствено се своди на туризам, док је пољопривреда ограничена. Вулкан на острву познат је по надимку „Светионик на Медитерану” јер је због непрекидне активности често видљив како са многих локација на острву, тако и са мора које га окружује..
Архипелаг од седам острва, коме припада и Стромболи, представља вулкански лук познат и под називом Еолска острва. Страбон је писао да су људи веровали да је ту живео Еол.
Острво захвата површину од 12,6 km2, и представља горњу трећину вулкана. Од 2016. године има око 500 становника.